# Шиме Врсаљко
Шиме Врсаљко (Задар, 10. јануар 1992) бивши је хрватски фудбалер који је играо на позицији десног бека. 

## Каријера
Врсаљко је своју фудбалску каријеру започео у Динамо Загребу 2009. године са 17. година. За Динамо Загреб је дебитовао против ХНК Ријеке 26. јула 2009. године. У Динаму се није дуго задржао отишао је на позајмицу у Локомотиву. У Загреб се вратио 22. децембра 2009. године.

## Репрезентација
Фудбалска репрезентација Хрватске је позвала Врсаљка на меч против Малте на квалификацијама за Европско првенство 2012. које је одржано у Пољској и Украјини.

## Трофеји

### Динамо Загреб
- Првенство Хрватске (4) : 2009/10, 2010/11, 2011/12, 2012/13.
- Куп Хрватске (2) : 2010/11, 2011/12.
- Суперкуп Хрватске (1) : 2010.

### Атлетико Мадрид
- Првенство Шпаније (1) : 2020/21.
- Лига Европе (1) : 2017/18.